# Dun-sur-Auron
Pour les articles homonymes, voir Dun et Auron (homonymie).
Dun-sur-Auron est une commune française située dans le département du Cher en région Centre-Val de Loire.

## Géographie
Le territoire de la commune est traversé par les rivières de l'Auron et de l'Airain.

### Toponymie
Le nom de Dun est probablement issu du terme d'origine gallo-romaine Dunum. Ce toponyme fait référence à la notion d'« enceinte fortifiée ».
Au Moyen Âge, la ville de Dun est connue sous le toponyme de « Dunensi » (en 880), et sous celui de « Duno », en 1095.

### Climat
Pour des articles plus généraux, voir Climat du Centre-Val de Loire et Climat du Cher.
En 2010, le climat de la commune est de type climat océanique dégradé des plaines du Centre et du Nord, selon une étude du CNRS s'appuyant sur une série de données couvrant la période 1971-2000. En 2020, Météo-France publie une typologie des climats de la France métropolitaine dans laquelle la commune est exposée à un climat océanique altéré et est dans une zone de transition entre les régions climatiques « Centre et contreforts nord du Massif Central » et « Ouest et nord-ouest du Massif Central ». 
Pour la période 1971-2000, la température annuelle moyenne est de 11,1 °C, avec une amplitude thermique annuelle de 15,8 °C. Le cumul annuel moyen de précipitations est de 764 mm, avec 11,5 jours de précipitations en janvier et 7,6 jours en juillet. Pour la période 1991-2020, la température moyenne annuelle observée sur la station météorologique installée sur la commune est de 12,0 °C et le cumul annuel moyen de précipitations est de 785,3 mm,. Pour l'avenir, les paramètres climatiques de la commune estimés pour 2050 selon différents scénarios d'émission de gaz à effet de serre sont consultables sur un site dédié publié par Météo-France en novembre 2022.
| Mois                                  | jan.             | fév.            | mars           | avril         | mai           | juin          | jui.          | août           | sep.          | oct.            | nov.           | déc.            | année      |
| ------------------------------------- | ---------------- | --------------- | -------------- | ------------- | ------------- | ------------- | ------------- | -------------- | ------------- | --------------- | -------------- | --------------- | ---------- |
| Température minimale moyenne (°C)     | 0,9              | 0,5             | 2,5            | 4,7           | 8,5           | 12            | 13,6          | 13,5           | 9,8           | 7,6             | 3,8            | 1,5             | 6,6        |
| Température moyenne (°C)              | 4,4              | 4,9             | 8,1            | 10,9          | 14,7          | 18,5          | 20,5          | 20,4           | 16,4          | 12,7            | 7,8            | 4,9             | 12         |
| Température maximale moyenne (°C)     | 7,8              | 9,4             | 13,8           | 17,1          | 21            | 24,9          | 27,4          | 27,4           | 23            | 17,8            | 11,8           | 8,3             | 17,5       |
| Record de froid (°C) date du record   | −24,1 16.01.1985 | −16 14.02.1991  | −13,5 01.03.05 | −5,9 04.04.22 | −1,1 06.05.19 | 2,2 03.06.06  | 5,6 31.07.15  | 2,5 31.08.1986 | −0,5 25.09.02 | −8,5 30.10.1997 | −11 24.11.1998 | −13,9 16.12.01  | −24,1 1985 |
| Record de chaleur (°C) date du record | 19,5 30.01.02    | 22,9 24.02.1990 | 25,9 16.03.12  | 29,5 20.04.18 | 33,6 27.05.05 | 40,2 27.06.19 | 41,8 25.07.19 | 42,2 05.08.03  | 36,8 07.09.23 | 32,7 02.10.23   | 26,4 07.11.15  | 21,1 02.12.1985 | 42,2 2003  |
| Précipitations (mm)                   | 60,7             | 53,4            | 51,6           | 66            | 75,8          | 58,2          | 69,3          | 64,5           | 64,8          | 73,8            | 73,9           | 73,3            | 785,3      |

## Urbanisme

### Typologie
Au 1er janvier 2024, Dun-sur-Auron est catégorisée bourg rural, selon la nouvelle grille communale de densité à 7 niveaux définie par l'Insee en 2022.
Elle appartient à l'unité urbaine de Dun-sur-Auron, une unité urbaine monocommunale constituant une ville isolée,. Par ailleurs la commune fait partie de l'aire d'attraction de Bourges, dont elle est une commune de la couronne,. Cette aire, qui regroupe 111 communes, est catégorisée dans les aires de 50 000 à moins de 200 000 habitants,.

### Occupation des sols
L'occupation des sols de la commune, telle qu'elle ressort de la base de données européenne d’occupation biophysique des sols Corine Land Cover (CLC), est marquée par l'importance des territoires agricoles (87,7 % en 2018), une proportion sensiblement équivalente à celle de 1990 (88,4 %). La répartition détaillée en 2018 est la suivante : 
terres arables (67,3 %), prairies (17,8 %), zones urbanisées (7,2 %), forêts (4,8 %), zones agricoles hétérogènes (2,6 %), milieux à végétation arbustive et/ou herbacée (0,4 %).
L'évolution de l’occupation des sols de la commune et de ses infrastructures peut être observée sur les différentes représentations cartographiques du territoire : la carte de Cassini (XVIIIe siècle), la carte d'état-major (1820-1866) et les cartes ou photos aériennes de l'IGN pour la période actuelle (1950 à aujourd'hui).

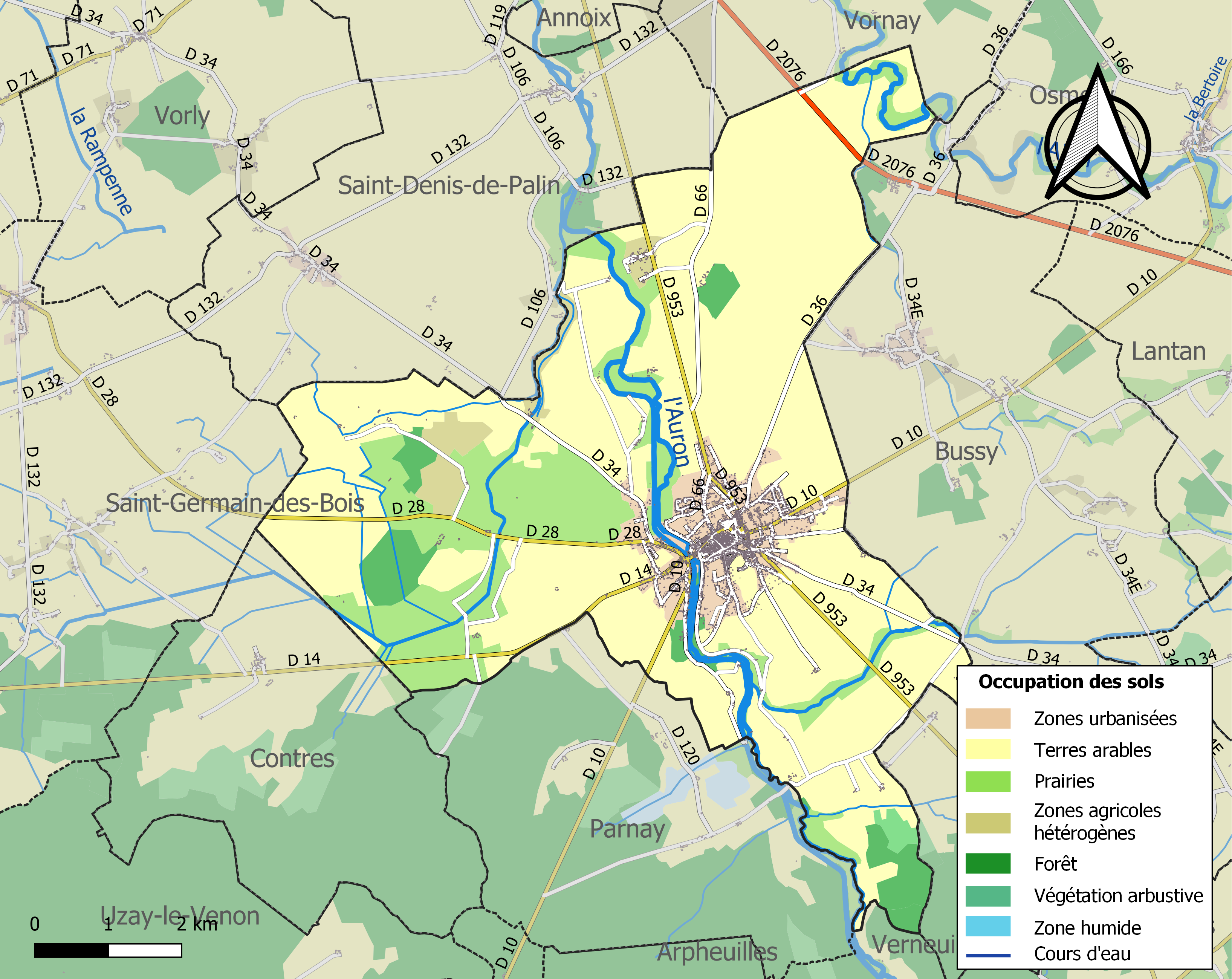
Carte des infrastructures et de l'occupation des sols de la commune en 2018 (CLC).

### Risques majeurs
Le territoire de la commune de Dun-sur-Auron est vulnérable à différents aléas naturels : météorologiques (tempête, orage, neige, grand froid, canicule ou sécheresse), mouvements de terrains et séisme (sismicité faible). Il est également exposé à deux risques technologiques, le transport de matières dangereuses et la rupture d'un barrage. Un site publié par le BRGM permet d'évaluer simplement et rapidement les risques d'un bien localisé soit par son adresse soit par le numéro de sa parcelle.

#### Risques naturels

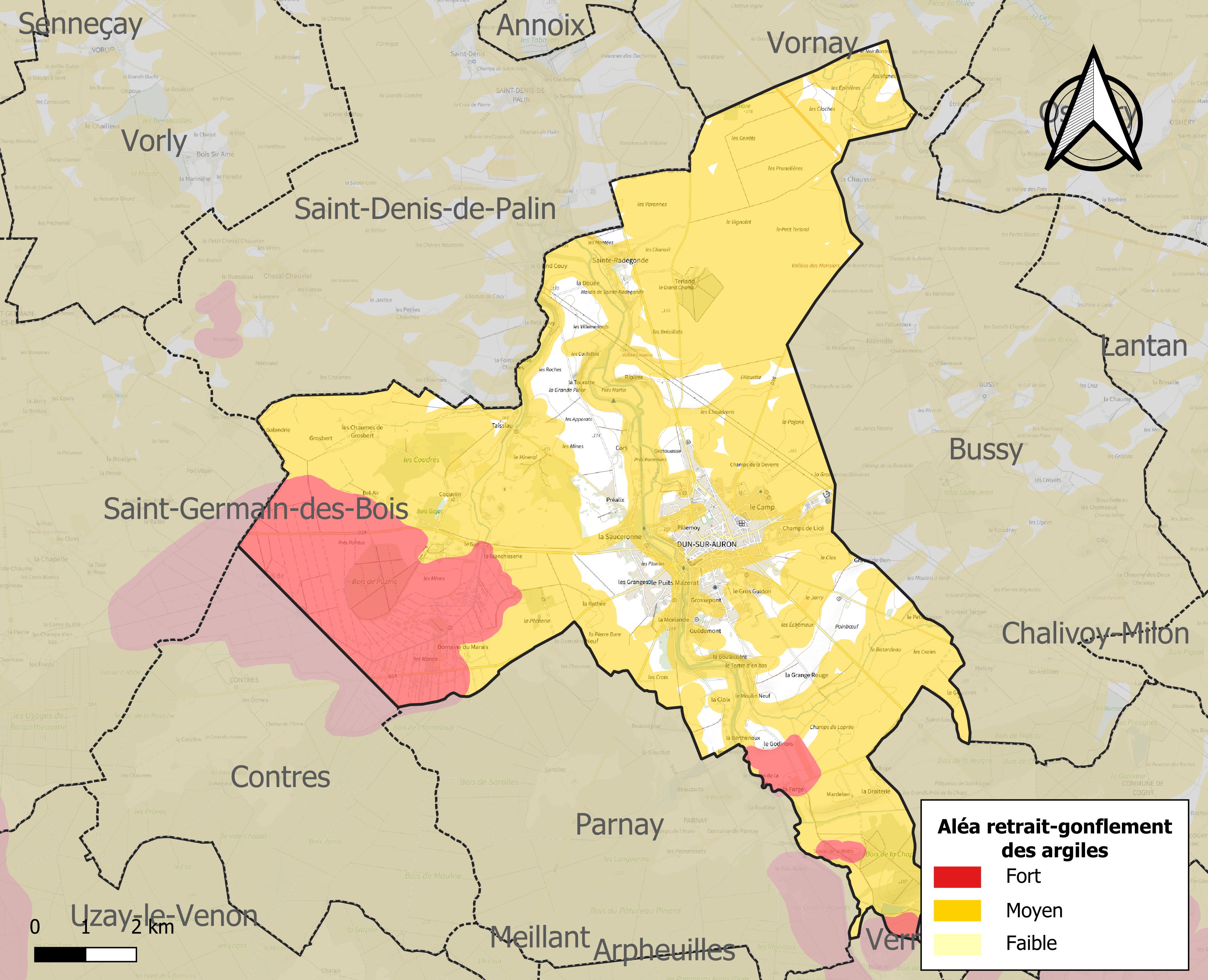
Carte des zones d'aléa retrait-gonflement des sols argileux de Dun-sur-Auron.

La commune est vulnérable au risque de mouvements de terrains constitué principalement du retrait-gonflement des sols argileux. Cet aléa est susceptible d'engendrer des dommages importants aux bâtiments en cas d’alternance de périodes de sécheresse et de pluie.
Plus de 85 % de la superficie communale est en aléa moyen ou fort (90 % au niveau départemental et 48,5 % au niveau national). Sur les 1 977 bâtiments dénombrés sur la commune en 2019, 1 049 sont en aléa moyen ou fort, soit 53 %, à comparer aux 83 % au niveau départemental et 54 % au niveau national.
Une cartographie de l'exposition du territoire national au retrait gonflement des sols argileux est disponible sur le site du BRGM,.
Concernant les mouvements de terrains, la commune a été reconnue en état de catastrophe naturelle au titre des dommages causés par des mouvements de terrain en 1999.

#### Risques technologiques
Le risque de transport de matières dangereuses sur la commune est lié à sa traversée par des infrastructures routières ou ferroviaires importantes ou la présence d'une canalisation de transport d'hydrocarbures. Un accident se produisant sur de telles infrastructures est en effet susceptible d’avoir des effets graves au bâti ou aux personnes jusqu’à 350 m, selon la nature du matériau transporté. Des dispositions d’urbanisme peuvent être préconisées en conséquence.
La commune est en outre située en aval du barrage de l'étang de Goule, de classe B. À ce titre elle est susceptible d’être touchée par l’onde de submersion consécutive à la rupture de cet ouvrage.

## Toponymie
Le nom de la localité est attesté sous la forme de Duno en 1034.

Du radical indo-européen *dhun-, associant un relief et un habitat défendu « dune », à l’origine d’une racine celtique *dhuno dont le premier sens aurait été « clôture, zone enclose », d’où le gaulois  dūnum qui a pris le sens de « citadelle, enceinte fortifiée » et, par métonymie, celui de « colline, mont » puisque la plupart des citadelles étaient bâties sur des hauteurs.

## Histoire

### Âge du fer
Le site de Dun-sur-Auron fait l'objet d'une occupation celtique dès la fin de l'âge du bronze et le début du 1er âge du fer. Des fosses à incinération, recouvertes de tumuli, ont été exhumées lors de fouilles réalisées dans la seconde moitié du XXe siècle au sein de la plaine dite de « La Périsse », dans les marges de Dun.
Le viatique recueilli dans ces structures funéraires du bronze final / Hallstatt « A1 », est entre autres composé de bracelets, de lames d'épées et de torques à reliefs triangulaires. À partir du Hallstatt « final », puis au cours du 2e âge du fer, le site de Dun-sur-Auron fait partie de la civitas, soit le territoire, des Bituriges Cubii, alliés de Vercingétorix pendant la guerre des Gaules.
Grâce aux prospections archéologiques effectuées sur les terres dunoises à partir du XIXe siècle, des structures protohistoriques, telles que des sépultures funéraires appartenant à une nécropole, ont ainsi été mises en évidence. L'ancien cimetière celte de Dun se développe à proximité de la vallée de l'Auron. L'emploi de la nécropole s'amplifie à la fin de la période laténienne « finale » et connaît une phase d'utilisation qui se prolonge jusqu'au début de la romanisation de Dun.
D'autres investigations, opérées au sein de certaines de ces tombes au cours des années 1960, ont permis de dégager des mobiliers funéraires notamment constitués d'artefacts sous la forme de pièces d'armes les unes de combat, les autres dites « de parade ». Les rapports archéologiques montrent qu'il s'agit de sépultures aristocratiques.

### Antiquité
Au cours de la période gallo-romaine, la cité berrichonne se pare d'un schéma urbanistique de forme rectangulaire. Le centre de la ville laisse apparaître un système de voirie d'aspect quadrillé. Quelques vestiges de structures domestiques et d'autres de type fortifié, attribués à cette époque, ont été signalés sur les pourtours de la ville dunoise. En lisière du territoire dunois, des photographies d'archéologie aérienne ont permis d'indiquer l'existence de ruines d'un habitat domestique appartenant à une villa. Cette villa, dénommée villa « des Tourattes », est localisée à 9 kilomètres « à vol d'oiseau » au nord-ouest de la commune de Thaumiers dont le site a délivré d'importants vestiges archéologiques attribués à l'époque gallo-romaine.

### Moyen Âge
D'origine très ancienne, Dunum est un lieu fortifié gaulois. Au Moyen Âge, la seigneurie de Dun dépendait du vicomte de Bourges.
En 1100, le dernier vicomte, Eudes de Dun, surnommé Arpin, vendit sa vicomté à Philippe Ier pour pouvoir partir en croisade. Dun devint la troisième ville royale du Berry, prit le nom de Dun-le-Roi et Philippe Auguste la dota d'importantes fortifications. La carte aérienne de la ville montre que ces structures d'enceinte présentent globalement l'aspect d'un ovale,. Toutefois, le cœur de la cité de Dun conserve un plan de quadrillage orthonormé et rectiligne, mis en place à l'époque gallo-romaine.
Les habitants bénéficient d’une charte communale inspirée de la charte de Lorris.
Durant l'été 1183, une compagnie de mercenaires (ou brabançons), commandée par Curbaran et Raymond Brun, ravage le pays. Le 20 juillet, les Capuchonnés, peut-être assistés de troupes de Philippe Auguste, les massacrent près de Dun,,.

### Des guerres de religion à la Révolution française
En 1709, une révolte secoue la ville. L’année précédente, les récoltes ont été très mauvaises, le grain manque ou devient très cher. Réduits aux dernières extrémités, les habitants prennent d’assaut un grenier, en proclamant qu’ils « mouraient de faim », demandant « qu'on les pendît pour finir plus tôt leur vie ».

### Révolution française et Premier Empire
Durant la Révolution, pour suivre le décret de la Convention du 25 vendémiaire an II, invitant les communes ayant des noms pouvant rappeler les souvenirs de la royauté, de la féodalité ou des superstitions, à les remplacer par d'autres dénominations, la commune de Dun-le-Roi change de nom pour Dun-sur-Auron.
À la Restauration, la commune reprend son nom d’Ancien Régime, qu’elle conserve jusqu’à la Troisième République. En 1880, la commune reprend son nom révolutionnaire qu’elle conserve jusqu’à aujourd’hui.

### XIXeetXXesiècles
En 1892 y est installée une "colonie familiale" pour patients psychiatriques, la colonie familiale de Dun-sur-Auron devenue par la suite un service hospitalier d'accueil familial thérapeutique toujours actif aujourd'hui.
En 1940, la 114e compagnie de travailleurs étrangers est installée à Dun-sur-Auron pour travailler pour le compte du ministère de l'Air.
De 1940 à 1942, le 72e régiment d’artillerie (régiment d'Île-de-France), est cantonné à Issoudun, Dun-sur-Auron et L'Isle-Jourdain (Vienne).
Le 1er septembre 1944, des combats ont lieu près de Dun, entre des éléments allemands de la colonne Taglischbeck, battant en retraite, et du 2e bataillon de la 33e 1/2 brigade FFI, faisant 14 victimes françaises, soldats tués au feu et civils abattus. Un monument a été élevé en 1950 à la mémoire de ces victimes de la libération de Dun.

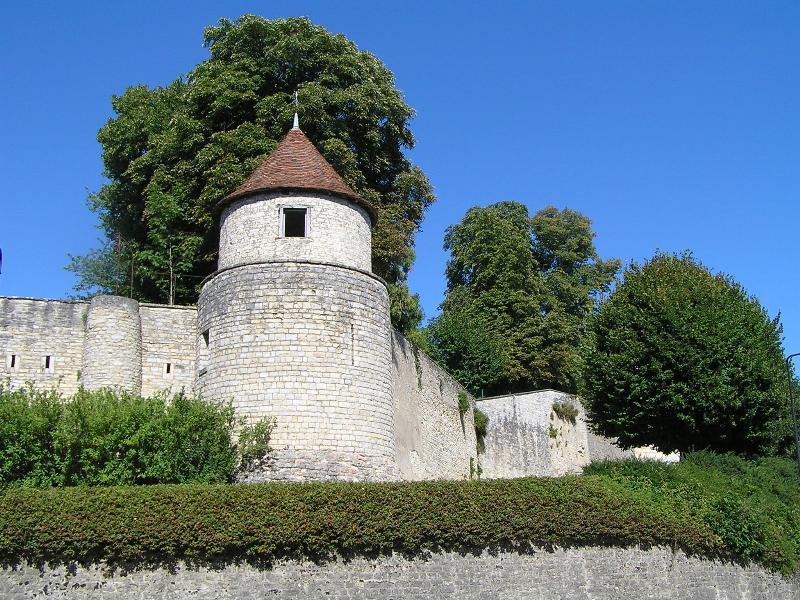
Fortifications.
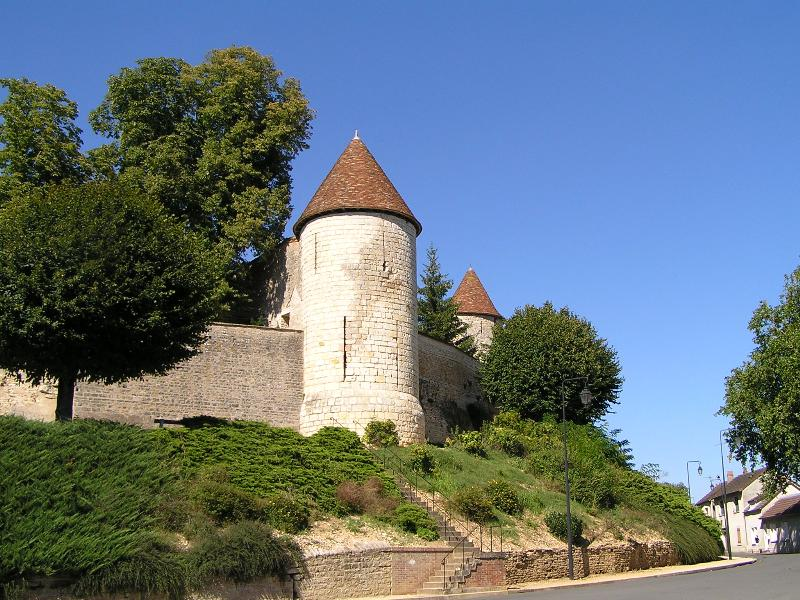
Fortifications.

## Politique et administration

### Tendances politiques et résultats
| Scrutin             | Scrutin             | 1er tour | 1er tour | 1er tour | 1er tour | 1er tour | 1er tour | 1er tour | 1er tour  | 1er tour | 1er tour | 1er tour | 1er tour | 2d tour | 2d tour | 2d tour | 2d tour | 2d tour | 2d tour |
| Scrutin             | Scrutin             | 1er      | 1er      | %        | 2e       | 2e       | %        | 3e       | 3e        | %        | 4e       | 4e       | %        | 1er     | 1er     | %       | 2e      | 2e      | %       |
| ------------------- | ------------------- | -------- | -------- | -------- | -------- | -------- | -------- | -------- | --------- | -------- | -------- | -------- | -------- | ------- | ------- | ------- | ------- | ------- | ------- |
| Présidentielle 2017 | Présidentielle 2017 |          | FN       | 24,66    |          | EM       | 21,09    |          | LR        | 21,00    |          | LFI      | 16,16    |         | EM      | 58,04   |         | FN      | 41,96   |
| Présidentielle 2022 | Présidentielle 2022 |          | RN       | 32,51    |          | LREM     | 29,18    |          | LFI       | 12,85    |          | LR       | 5,80     |         | RN      | 51,08   |         | LREM    | 48,92   |
| Législatives 2022   | 3e                  |          | HOR-Ens  | 37,32    |          | RN       | 29,89    |          | LFI-Nupes | 17,40    |          | LR       | 6,02     |         | HOR     | 56,28   |         | RN      | 43,72   |
| Législatives 2024   | 3e                  |          | RN       | 44,82    |          | HOR-Ens  | 35,36    |          | LFI-NFP   | 13,81    |          | LR       | 3,73     |         | HOR     | 53,30   |         | RN      | 46,70   |

### Liste des maires
| Période                                  | Période  | Identité         | Étiquette               | Qualité                                                                                 |
| ---------------------------------------- | -------- | ---------------- | ----------------------- | --------------------------------------------------------------------------------------- |
| Les données manquantes sont à compléter. |          |                  |                         |                                                                                         |
| 1983                                     | 1989     | Berthe Fiévet    | PS                      | Psychiatre des hôpitaux Députée de 1981 à 1986                                          |
| 1989                                     | 1995     | Bernard Boussard | Centre Gauche, puis DVD | Industriel agro-alimentaire ("Huiles Comestibles Bernard Boussard")                     |
| 1995                                     |          | Louis Cosyns     | UMP-LR                  | Agent général d'assurances Député du Cher de 2002 à 2012 Réélu pour le mandat 2014-2020 |
| mars 2014                                | En cours | Louis Cosyns,    | DVD                     | Ancien artisan, commerçant ou chef d'entreprise                                         |

## Démographie
L'évolution du nombre d'habitants est connue à travers les recensements de la population effectués dans la commune depuis 1793. Pour les communes de moins de 10 000 habitants, une enquête de recensement portant sur toute la population est réalisée tous les cinq ans, les populations de référence des années intermédiaires étant quant à elles estimées par interpolation ou extrapolation. Pour la commune, le premier recensement exhaustif entrant dans le cadre du nouveau dispositif a été réalisé en 2004.

En 2022, la commune comptait 3 566 habitants, en évolution de −9,61 % par rapport à 2016 (Cher : −2,48 %, France hors Mayotte : +2,11 %).
| 1793  | 1800  | 1806  | 1821  | 1831  | 1836  | 1841  | 1846  | 1851  |
| ----- | ----- | ----- | ----- | ----- | ----- | ----- | ----- | ----- |
| 2 849 | 2 849 | 2 929 | 3 282 | 3 874 | 4 019 | 4 097 | 4 617 | 4 948 |

| 1856  | 1861  | 1866  | 1872  | 1876  | 1881  | 1886  | 1891  | 1896  |
| ----- | ----- | ----- | ----- | ----- | ----- | ----- | ----- | ----- |
| 5 365 | 5 460 | 5 454 | 5 093 | 5 001 | 4 555 | 4 274 | 4 123 | 4 244 |

| 1901  | 1906  | 1911  | 1921  | 1926  | 1931  | 1936  | 1946  | 1954  |
| ----- | ----- | ----- | ----- | ----- | ----- | ----- | ----- | ----- |
| 4 462 | 4 687 | 4 602 | 4 040 | 3 870 | 3 843 | 3 775 | 3 676 | 3 782 |

| 1962  | 1968  | 1975  | 1982  | 1990  | 1999  | 2004  | 2006  | 2009  |
| ----- | ----- | ----- | ----- | ----- | ----- | ----- | ----- | ----- |
| 4 008 | 3 995 | 4 154 | 4 238 | 4 261 | 4 013 | 3 854 | 3 821 | 4 002 |

| 2014  | 2019  | 2022  | - | - | - | - | - | - |
| ----- | ----- | ----- | - | - | - | - | - | - |
| 3 948 | 3 655 | 3 566 | - | - | - | - | - | - |

## Vie locale

### Événements
Music A Dun se déroule une semaine avant le Printemps de Bourges 
Cinémobile[réf. nécessaire]

### Médias

#### Presse écrite
- Le Berry républicain
- La Bouinotte

#### Radios
- France Bleu Berry
- RCF en Berry
- Vibration

#### Télévision
- France 3 Centre-Val de Loire

## Culture locale et patrimoine

### Lieux et monuments
- Collégiale Saint-Étienne, fondée en 1019 par le chapitre du château de Bourges, des XIIe, XIIIe et XVIe siècles[53].
- Domaine de la Périsse[54].
- Musée du canal de Berry dans le châtelet.
- Le château dit « La Salle-le-Roi », dont la construction débute en 1202 et les derniers travaux de réfection se concluent en 1856[55]. Le beffroi de l'édifice médiéval fait l'objet d'un classement sur la liste des monuments historiques français depuis le 27 décembre 1913[55].
- L'enceinte de la cité dunoise, dont l'assise est réalisée à la fin du XIIe siècle (en 1189), est inscrite en tant que monument historique depuis le 20 décembre 1988[56].
- Aux environs, ruines du château de Bois-Sire-Amé où vécut Agnès Sorel, favorite du roi Charles VII.

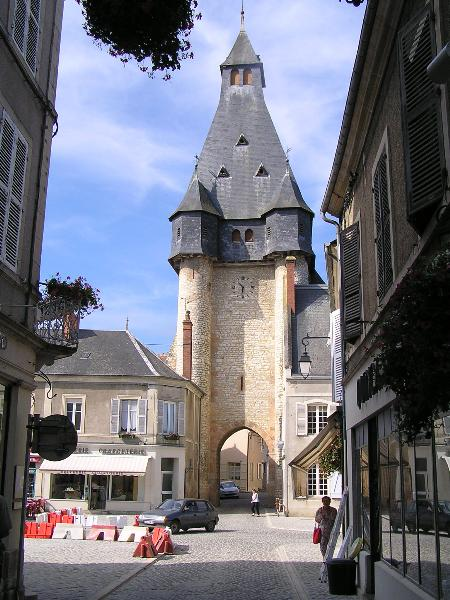
Beffroi.
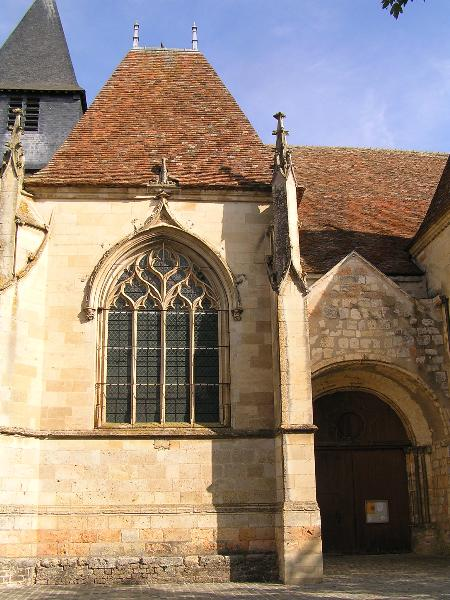
Église.
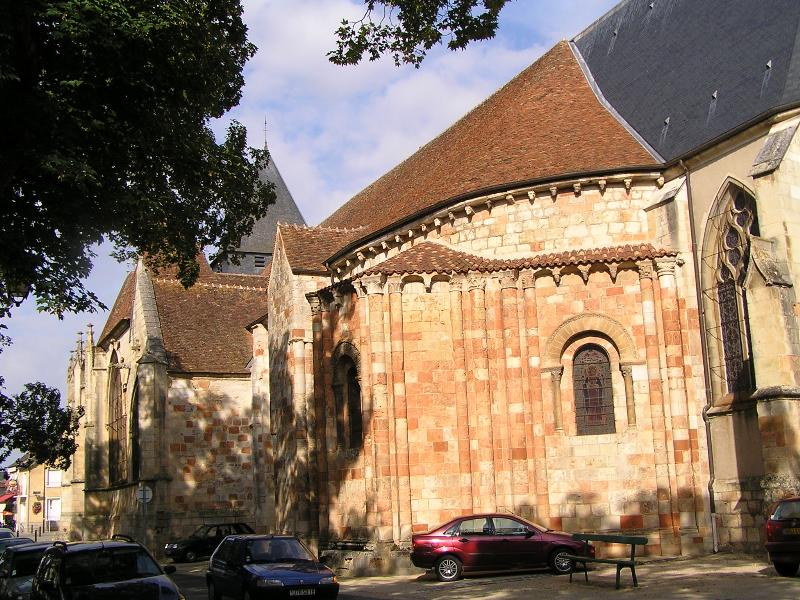
Église.
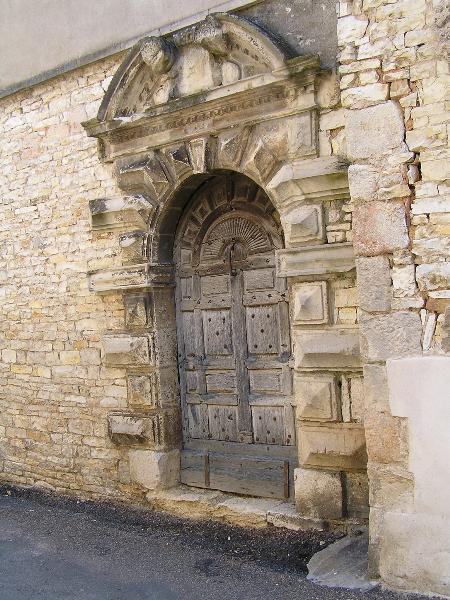
Porte d'une maison ancienne.

### Personnalités liées à la commune
- Jean-Marie Heurtault de Lammerville (1740-1810), agronome et député du Cher durant la Révolution française. Il possédait la propriété de La Périsse, qui avait auparavant appartenu à Jacques Cujas.
- Jean Bidault (1796-1854), avocat, homme politique, député du Cher de 1848 à 1849 et de 1850 à 1854.
- Marie Auguste Martin (1828-1910), sculpteur.
- Émile Sauret (1852-1920), violoniste et compositeur.
- Laure Coutan (1855-1914), sculpteur, est née à Dun-sur-Auron. On lui doit, entre autres, le buste d'André Gill au cimetière du Père-Lachaise, à Paris.
- Maurice Bardèche (1907-1998), écrivain.
- Jean Guyot (1918-2000), résistant, industriel, commandeur de la Légion d'honneur, compagnon de la Libération.
- Berthe Fiévet (1930-1999), députée du Cher et maire de la commune de 1983 à 1989.
- Agnès Godard, née à Dun-sur-Auron en 1951, directrice de la photographie.
- Patrick Trotignon (1954), footballeur puis dirigeant de clubs professionnels.

### Héraldique
| Blason de Dun-sur-Auron | Les armes de Dun-sur-Auron se blasonnent ainsi : D'azur à la fasce cousue de gueules, accompagnée en chef de trois fleurs de lys d'or et en pointe d'un mouton d'argent. |

### Cadre de vie
Dans son palmarès 2016, le Conseil national de villes et villages fleuris de France a attribué deux fleurs à la commune au Concours des villes et villages fleuris.